# Yadkin Valley AVA
Yadkin Valley AVA (anerkannt seit dem 9. Dezember 2002) ist ein Weinbaugebiet im US-Bundesstaat North Carolina. Das Gebiet umfasst komplett die Verwaltungsgebiete Wilkes County, Surry County und Yadkin County und erstreckt sich zum Teil auf die Countys Davie County, Davidson County, Forsyth County und Stokes County.  Das Gebiet erstreckt sich im Nordwesten des Bundesstaates längs des Tals des  Yadkin River.

## Geschichte
Weinbau wird in diesem Gebiet seit den frühen Jahren des 17. Jahrhunderts von europäischen Einwanderern betrieben. Zunächst wurden hier Weine der amerikanischen Rebsorten Scuppernong und Muscadine hergestellt.  Versuche mit europäischen Edelreben schlugen meist fehl. Auch Thomas Jefferson experimentierte in Monticello mit importierten Setzlingen. Allen Versuchen zum Trotz war dem Weinbau in dieser Gegend nur wenig Erfolg beschieden. Haupteinnahmequelle war lange der Anbau der Tabakpflanze.
Seit den 1970er Jahren deutete sich jedoch eine Krise dieses Geschäftsfeldes ab. Einige der Tabakanbauer begannen mit dem Anlegen neuer Weinberge und profitierten dabei von den umfangreichen Forschungen, die in den Vereinigten Staaten seit den 1950er Jahren geleistet wurden. Durch Anlegen von Quarantänestationen gelang es, gesunde Setzlinge aus Europa einzuführen. Durch Klonselektion konnten geeignetes, an Klima und Boden angepasstes Planzmaterial bereitgestellt werden.
Dem  Surry Community College in Dobson kam dabei eine wichtige Vermittlerrolle für die Region zu. Ende 2002 wurde das Weinbaugebiet durch das Bureau of Alcohol, Tobacco, Firearms and Explosives als American Viticultural Area, und damit als geschützte Herkunftsbezeichnung anerkannt. Seit 2005 bietet auch das Davidson County Community College entsprechende Kurse zur Erlangung von Diplomen in Weinbau und Önologie an.

## Geographie und Klima
Das Yadkin Valley liegt zu Füssen der  Blue Ridge Mountains. Manchmal werden die generellen Anbaubedingungen mit denen des französischen Burgund verglichen.